# Sny v umění
Sny v umění (též Dream art) je jakákoliv forma umění, jejímž základním materiálem je sen, nebo která používá sen jako metaforu.

## Historie
Odkazy na sny v umění jsou stejně staré jako literatura sama: Příběh o Gilgamešovi, Bible a Ilias, to všechno popisuje sny hlavních postav a jejich významy.
Nicméně, sny jako umění byly vyvinuty až později, přestože neexistuje žádný způsob jak zjisit, zda v moderních dílech není právě sen základem k tvorbě.
V evropské literatuře zdůraznilo význam emocí a iracionální inspiraci romantické hnutí. Vize, ať už ze snů nebo intoxikace, sloužila jako surovina a byla pojata jako reprezentace umělcova nejvyššího kreativního potenciálu. 
V pozdním 19. století a začátkem 20. století, Symbolismus a Expresionismus představil svá "snová díla" ve výtvarném umění. Expresionismus byl také literárním hnutím a zahrnoval pozdější práci dramatika Agusta Strindberga, který prosazoval termín dram play, což používal pro styl vyprávění, který neodlišuje fantazii mezi realitou. 
V současnosti diskuze o snech dosáhla nové úrovně v povědomí veřejnosti v západním světě, a to zejména kvůli práci Sigmunda Freuda, který zavedl pojem podvědomí jakožto pole vědeckého bádání. Freud výrazně ovlivnil Surrealisty 20. století, kteří kombinovali vizionářské podněty Romantiků a Expresionistů se zaměřením na podvědomí, brané jako tvůrčí nástroj. Předpokládá se, že zdánlivě iracionální obsah může zahrnovat významný smysl, dokonce snad víc než racionální obsah. 
Vynález filmu a animace přinesl nové možnosti pro živé zobrazení nereálných událostí, ale přesto filmy, které se opírají zejména o sny a metafory zůstaly avantgardní raritou. Komické knihy a komiksy zkoumaly sny o něco častěji, počínaje Winsorem McCayem. V alternativních komiksech v roce 1980 můžeme vypozorovat vzrůst a šíření umělců malující jejich vlastní sny.
Ve sbírce The Committee of Sleep, Harvardský psycholog Deirdre Barrett identifikuje moderní umění inspirované sny (Dream art), jako obrazy např. Vlajka od Jaspera Johnse, dále práce Jima Dine a Salvadora Dalího', romány v rozsahu od Sophiiny volby do děl Anne Rice a Stephena Kinga a také filmy zahrnující Tři ženy Roberta Altmana, Bratr z jiné planety od Johna Saylese a Bergmanovy Lesní jahody.
Materiál pramenící ze snů má pokračování a je používán širokým spektrem současných umělců a slouží k různým účelům. Nad touto praktikou někteří zvažují, zda by neměla mít psychologickou hodnotu pro nezávislé umělce, jako součást jejich umělecké hodnoty s docílením výsledků, jakožto součástí disciplíny práce se sny.
Mezinárodní asociace pro studium snů pořádá každoroční přehlídku dream art. 

## Umělci dream artu
- William Blake
- Salvador Dalí
- Man Ray
- Max Magnus Norman
- Elle Nicolai
- Odilon Redon
- Jim Shaw
- David Reisman
- Jane Gifford
- Alan Sweeney
- Robin Whitmore
- Kevin Coffee
- Carl Linkhart